# Русиново (община Берово)
Русиново (макед. Русиново) — село в Республике Македония, входит в общину Берово.
Село расположено в историко-географическом регионе Малешево, к юго-западу от административного центра общины — города Берово. Высота над уровнем моря — 922 м.

## История
В исторических источниках в 1621—1622 гг, село указано как Русинова, в вилаете Малешева Османской империи, причём джизья в селениях Русинова и Махале-и-Кючук взималась тогда с 44 домохозяев Митрасина.
В справочнике Ethnographie des Vilayets d'Andrinople, de Monastir et de Salonique (Этнография вилаетов Адрианополь, Монастир и Салоники) изданном в Константинополе на французском языке в 1873 году, село указано, как Рушново, в котором было 130 домохозяйств и население 486 жителей — болгар. В 1900 году здесь проживало 1,5 тыс. болгар (македонцев)—христиан и 10 цыган. В 1905 году 1752 жителя села — болгары, были прихожанами церкви Болгарской екзархии, а 6 — цыгане, в селе была болгарская школа.
В окрестностях села Русиново расположен ряд археологических объектов:
- селище древнеримской эпохи — Долно-Грамадже (см. на македонск.);
- курган древнеримской эпохи — Дунковец (см. на македонск.);
- городище позденеантичной эпохи — Градиште (см. на македонск.);
- городище позденеантичной эпохи — Чука (см. на македонск.);
- селище позденеантичной эпохи — Ан (см. на македонск.);
- селище позденеантичной эпохи — Петрово-Брдо (см. на македонск.);
- селище позденеантичной эпохи — Плашица (см. на македонск.);
- селище позденеантичной эпохи — Терзиевец (см. на македонск.);
- древнехристианская церковь Црквиште I (см. на македонск.);
- древнехристианская церковь Црквиште II (см. на македонск.);
- средневековая церковь Джами-Тапи  (см. на македонск.).

## Население
Этническая структура населения в селе по переписи населения 2002 года:
- македонцы — 2092 жителей;
- сербы — 1 житель;
- другие — 4 жителя.